# Eugenia blastantha
Eugenia blastantha là một loài thực vật có hoa trong Họ Đào kim nương. Loài này được (O.Berg) D.Legrand mô tả khoa học đầu tiên năm 1961.